# Histoires (Polybe)
Pour les articles homonymes, voir Histoire (homonymie).
Les Histoires (en grec ancien Ἱστορίαι / Historíai) sont la grande œuvre de Polybe. Seuls cinq volumes sur les quarante d’origine nous sont parvenus dans leur totalité, « transmis par la tradition manuscrite ».
Les livres I à XXIX (l'expansion romaine entre 264 et 168) furent écrits à Rome pendant l'exil de l'auteur, qui y fut otage entre 167 et 149. Les livres XXX à XL (les troubles entre 168 et 146) furent écrits en Grèce après la fin de son exil, après 146.

## Plan
- Trois préfaces sont placées en tête des livres I, II et IV, tandis que le début du livre III (appelé προέκτεσις / proékthésis) est un sommaire de l'œuvre entière.
- Les livres I et II constituent la προκατασκευή / prokataskeuế, un résumé des évènements survenus entre 264 et 220 (première guerre punique, première guerre d'Illyrie, histoire de la Confédération achéenne jusqu'à la guerre de Cléomène).
- Les livres III, IV et V retracent l'histoire de la 140e Olympiade (220-216), en particulier le début de la deuxième guerre punique et l'histoire du monde hellénistique jusqu'à la bataille de Raphia.
- Le livre VI est un exposé de la constitution romaine.
- Ensuite, en moyenne, chaque livre traite les événements de deux années en suivant un ordre géographique fixe : les évènements d'Occident puis ceux d'Orient.
- Le livre XII est un véritable traité de critique historique où Polybe, en critiquant la méthode de Timée de Tauroménion, expose sa propre conception de l'investigation historique.
- Le livre XXXIV était un exposé géographique où Polybe décrivait la Gaule, l'Espagne et l'Afrique, toutes parties de la Méditerranée occidentale qu'il avait visitées.
- Le livre XL était une sorte de table des matières où Polybe récapitulait son ouvrage.

## But
Les Histoires avaient pour ambition de raconter « comment et par quel mode de gouvernement presque tout le monde habité, conquis en moins de 53 ans, est passé sous une seule autorité, celle de Rome » (livre I). Il cherche la clé de la supériorité romaine et la grande question à laquelle il essaye de répondre dans son ouvrage est « Comment et grâce à quelle forme de gouvernement l'État romain a réussi à dominer la terre entière en si peu de temps ? Quel est le secret de cette supériorité ? ». Il fait un parallèle avec les Perses, les Lacédémoniens et les Macédoniens et constate qu'aucun de ces peuples n'est parvenu à une telle domination.
L’Histoire générale de la République romaine de Polybe, ou plutôt ce qui a échappé au naufrage du temps, est une source précieuse pour étudier les guerres puniques. Il y retrace en effet l'histoire de Rome depuis son invasion par les Gaulois (IVe siècle av. J.-C.) jusqu'à la conquête de Carthage, Corinthe (146) et Numance (133).  Après la vaste introduction des deux premiers livres, le livre III présente les deux antagonistes de la Deuxième guerre punique, Rome et Carthage, et relate les heurs et malheurs de « la guerre d’Hannibal ». C'est à lui que Gustave Flaubert a emprunté l'essentiel de la trame narrative de sa Salammbô.
Ayant étudié les institutions romaines, Polybe formule dans la théorie de l'anacyclose — admise par Cicéron dans le De Republica et reprise par Machiavel — sa typologie des régimes politiques. Il considère qu'il y a six formes de gouvernement :
- la royauté (régime monarchique librement accepté, gouverne par persuasion, sans violence) ;
- l'autocratie ou despotisme (pouvoir personnel et absolu) ;
- l'aristocratie (régime dans lequel les plus justes et les plus sages sont au pouvoir) ;
- l'oligarchie (dans laquelle la plupart des pouvoirs sont détenus par une petite partie de la société) ;
- la démocratie (quand la volonté de la majorité est souveraine et qu'il y a obéissance aux lois) ;
- l'ochlocratie (si la masse a tous les pouvoirs pour imposer tous ses désirs).

Le meilleur régime, selon lui, est celui qui combine les caractéristiques des trois principaux. Selon sa théorie cyclique de la succession des régimes politiques, le gouvernement d'un seul (royauté) dégénère en despotisme ; l'aristocratie dégénère en oligarchie, entraînant la colère du peuple, qui punit les abus.
Polybe critique les historiens qui, prisonniers de leurs mensonges et de leurs contradictions, représentent Hannibal comme un chef exceptionnel, inimitable, mais entreprenant inconsidérément la traversée des Alpes et ne trouvant son salut que dans l'intervention de quelques héros.
Les travaux de Polybe sont loués pour leur rigueur, le refus d’invoquer les interventions des dieux dans les phénomènes historiques, ainsi que la méthode utilisée : prospective rigoureuse, éloignant les effets de manche au profit de l’exactitude et de l’objectivité sèche ; ce qui explique en partie son style pauvre. De plus, il a une vision globale de l'histoire universelle : il cherche la cause première qui oriente les événements dans la même direction partout dans le monde.
Il se distingue par l'exactitude des faits, son jugement sûr et son impartialité. Historien philosophe, il scrute les causes et les ressorts des événements ; il fait comprendre les opérations diplomatiques ou militaires ; il révèle les caractères, étudie les psychologies, laisse leur place aux mœurs, talents et fautes des hommes politiques. On peut dire qu'il a été l'historien des hommes d'État et des hommes de guerre, mais sans ignorer totalement l'état des peuples et des pays.

## Transmission et conservation des ouvrages
Seuls les cinq premiers livres de l’Histoire générale purent être transmis jusqu'à l'ère contemporaine. Des fragments considérables des douze livres suivants furent conservés, et sont présents dans le Recueil de Henri Valois[Qui ?].

#### Éditions et traductions
Le texte original en version bilingue, grec et français : http://remacle.org/bloodwolf/historiens/polybe/index.htm
- Consulter la liste des éditions de cette œuvre